# Лига общественного блага

Франция в 1477 году
Королевский домен
Бургундская держава

«Лига общественного блага» (фр. Ligue du Bien public; также «Союз общего блага») — коалиция феодальной знати, предпринявшая вооружённое противодействие политике централизации власти, которую проводил французский король Людовик XI Валуа (1461—1483).

## История
Весной 1465 года уполномоченные всех важнейших феодальных владетелей Франции встретились в Париже и заключили союз, названный Лигой общественного блага. Лигу фактически возглавлял Карл, граф Шароле, а номинально — герцог Карл Беррийский, младший брат короля Франции Людовика XI. Кроме герцога Бретонского Франциска и Карла Смелого, в него вошли граф де Сен-Поль, герцоги Алансонский, Лотарингский и Бурбонский, граф Жан де Дюнуа, а также мелкие южные владетели — герцог Немурский, граф д’Арманьяк и сеньор д’Альбре.
Продолжая объединительную политику предыдущих французских королей, Людовик XI Валуа стремился объединить под своей властью территорию всей Франции. В течение предыдущих веков и во время Столетней войны короли Франции проводили успешную политику по объединению страны. В отличие от Германии, где царила полная раздробленность, Франция вышла из средневековья в качестве централизованного государства. Однако против централизации Франции выступала Лига общественного блага, члены которой стремились восстановить свои феодальные прерогативы.
Карл Смелый, как наследник герцога Бургундии, чьи феодальные владения находились во Франции, Фландрии, Голландии и Брабанте, стремился сделать Бургундское герцогство независимым от французской короны и мечтал создать собственное королевство на территории Франции и Германии, простиравшееся между Северным морем на севере и Юрскими горами на юге, от реки Соммы на западе и до реки Мозель на востоке.
16 июля 1465 года в ожесточенной битве при Монлери 15-тысячная королевская армия потерпела поражение от 20-тысячной объединённой армии Лиги общественного блага под командованием Карла Смелого. Спустя несколько дней войска Лиги осадили Париж, после чего король Франции с армией отступил в Руан. Возвратившись 28 августа в столицу с подкреплением, Людовик XI, однако, вынужден был пойти на уступки отдельным участникам Лиги, заключив с ними в сентябре — октябре 1465 года в Конфлане и Сен-Море договоры. Король отдал Карлу Смелому города и земли на Сомме, совсем недавно выкупленные им за 400 тысяч золотых экю у герцога Бургундского Филиппа Доброго. Своему младшему брату, герцогу Карлу Беррийскому, Людовик отдал Нормандию и уступил свои сюзеренные права на Бретань, герцогство Алансонское и графство Э. Значительные пожалования землями, правами и прибыльными должностями получили и другие участники Лиги.
В дальнейшем король Франции Людовик XI сумел подорвать основы Лиги и постепенно отказаться от всех сделанных уступок.

## Члены Лиги
- Карл Смелый (1433—1477), граф Шароле (1433—1477), герцог Бургундии (1467—1477)
- Карл II (1446—1472), герцог Беррийский (1461—1465), Нормандии (1465—1466) и Гиени (1469—1472)
- Франциск II (1433—1488), герцог Бретани (1458—1488)
- Жан II Добрый (1409—1476), герцог Алансон (1415—1476)
- Жан II де Бурбон (1426—1488), герцог Бурбон (1456—1488)
- Жан II Анжуйский (1425—1470), герцог Лотарингии (1453—1470)
- Жан V д’Арманьяк (1420—1473), граф д’Арманьяк (1450—1473)
- Жак д’Арманьяк-Немур (1433—1477), герцог Немурский (1464—1477)
- Людовик де Люксембург (1418—1475), граф де Сен-Поль (1433—1475)
- Карл II д’Альбре (1407—1471), сеньор Альбре и граф Дрё с 1415 года
- Жан де Дюнуа (1402—1468), граф Дюнуа (1439—1468)
- Антуан де Шабанн (1408—1488), граф Даммартен (1439—1488)
- Пьер д'Амбуаз (1408—1473), губернатор Турени
- Андре де Лаваль-Монморанси (1408—1485), маршал Франции
- Фридрих I (1425—1476), курфюрст Пфальцский (1451—1476)
- Иоганн I (1419—1481), герцог Клевский (1448—1481).